# Álvaro Corcuera
Pour les articles homonymes, voir Corcuera.
Álvaro Corcuera Martínez del Río (né à Mexico, Mexique, le 22 juillet 1957 et mort le 30 juin 2014 à Mexico) est un prêtre mexicain qui fut le directeur général de la congrégation de la Légion du Christ de janvier 2005 à 2012, succédant au fondateur de la congrégation, le sulfureux Marcial Maciel Degollado.

## Enfance
Álvaro Corcuera est né à Mexico le 22 juillet 1957, dans une famille catholique pratiquante, dont la mère est issue d'une famille éminente du Mexique. Il est le fils de Pablo Corcuera García Pimentel et d'Ana Francisca Martínez del Río Fernández de Henestrosa.
Il est baptisé le 26 juillet 1957. Il fait ses études à l'Institut Cumbres tenu par la Légion du Christ, puis à l'Institut irlandais de Mexico, également tenu par la Légion du Christ. En 1969, il part avec d'autres élèves pour un voyage linguistique en Irlande et il fait partie des premiers élèves de l'académie des langues de la Légion du Christ, appelée Dublin Oak. C'est alors qu'il s'interroge sur la vocation sacerdotale. Le 27 juin 1971, il fait partie des premiers à former l'ECyD (Experiences, Convictions and your Decisions) groupe voué à l'apostolat de la jeunesse au sein de la Légion du Christ.

## Légion du Christ
Le 13 avril 1975, Álvaro Corcuera devient membre de la toute nouvelle branche laïque de la Légion du Christ, le Regnum Christi et commence quelques mois plus tard ses études supérieures en sciences de l'éducation à l'université Anahuac (Universidad Anáhuac) de Mexico, tenue par la Légion du Christ. C'est en tant qu'étudiant qu'il collabore comme volontaire bénévole à l'organisation de la visite du pape Jean-Paul II au Mexique en 1979. Il a vingt-deux ans.
Après ses études universitaires, terminées en 1979, Álvaro Corcuera entre au séminaire à Rome, où il étudie la philosophie et la théologie à l'université grégorienne et à l'Angelicum ; il est ordonné diacre le 29 juin 1985, par Mgr Abril (récemment nommé nonce en Bolivie) puis il est ordonné prêtre la même année à la basilique Notre-Dame-de-Guadalupe de Rome par Mgr Martínez, substitut à la secrétairerie d'État. Le père Corcuera devient directeur du centre des études que les Légionnaires possèdent à Rome, puis de 1993 à 2000, recteur de l'athénée pontifical Regina Apostolorum et il sert aussi en tant que secrétaire du comité des recteurs des universités pontificales de Rome. En avril 2001, il est nommé par le Saint-Siège consulteur à la Congrégation pour les évêques. En 2005, le père Corcuera est élu par le troisième chapitre général de la Légion du Christ supérieur général de la congrégation, succédant au père Maciel déposé par Rome. Cinq ans plus tard, au vu de la révélation au grand jour des graves exactions commises par le fondateur de la congrégation (mort en 2008), la congrégation des Légionnaires du Christ est dirigée de fait par un délégué pontifical, le cardinal de Paolis (qui meurt en 2017).
Le père Corcuera demande à être relevé de ses fonctions en octobre 2012 pour raisons de santé, ce qui est effectif le 6 février 2014, lorsque le père Eduardo Robles Gil Orvañanos est élu à la tête de la congrégation. Entre-temps les pouvoirs du père Corcuera avaient été délégués au père Sylvester Heereman LC, qui avait été nommé le 16 février 2012 vicaire général de la congrégation par le cardinal de Paolis. Le père Corcuera meurt d'une tumeur au cerveau le 30 juin 2014, à la veille de ses 57 ans. Il avait publié un livre en 2012 intitulé Nos amó primero, préfacé par le cardinal de Paolis.